# Due vite
Due vite (italienisch für „Zwei Leben“) ist ein Lied des italienischen Sängers Marco Mengoni aus dem Jahr 2023. Es wurde vom Sänger zusammen mit Davide Petrella und Davide Simonetta geschrieben und gewann das Sanremo-Festival 2023.

## Hintergrund
Marco Mengoni hatte das Sanremo-Festival 2013 gewonnen und im Anschluss mehrere erfolgreiche Alben veröffentlicht. Im Dezember 2022 wurde bekannt, dass er mit Due vite am Sanremo-Festival 2023 teilnehmen würde. Das Lied war im Vorfeld unter den Favoriten und gewann den Wettbewerb schließlich deutlich (vor Cenere von Lazza und Supereroi von Mr. Rain).
Als Sanremo-Sieger vertrat Mengoni Italien auch beim Eurovision Song Contest 2023. Im März bestätigte er, dass Due vite sein ESC-Beitrag sein würde. Die Version für den ESC ist 3:04 Minuten lang und wurde neu arrangiert. Der Beitrag belegte mit 350 Punkten in der Gesamtwertung den vierten Platz.

## Inhalt
Die „zwei Leben“ des Textes beziehen sich auf die Vernunft und das Unbewusste. Laut Mengoni geht es um das Nebeneinander des alltäglichen Lebens und des Lebens „der Nacht und der Träume“. Der Text ist als intimer Dialog zwischen dem Unbewussten und der Vernunft des Sängers zu verstehen und ist gekennzeichnet durch Alltagsbilder auf der einen Seite und wiederkehrende astronomische Verweise (Universum, Sonne, Himmel, Mond) auf der anderen Seite.

## Musik
Die Ballade arbeitet mit einer ständigen Spannung und Steigerung hin zu einem Höhepunkt. Die erste Strophe arbeitet nur mit Klavierbegleitung. Im Pre-Chorus kommt leichte Perkussion dazu, im Refrain setzen Streicher ein. Ab der zweiten Strophe ist ein treibender Rhythmus zu hören. In der Bridge und der dritten Wiederholung des Refrains tritt der Hintergrundgesang deutlicher hervor. Das Lied endet wieder mit Klavierbegleitung.

## Musikvideo
Das Musikvideo wurde auf Sardinien gedreht, Regie führte Roberto Ortu.

## Veröffentlichung
Die Originalversion des Lieds wurde direkt nach der Präsentation beim Sanremo-Festival in der Nacht zum 8. Februar 2023 veröffentlicht. Die Eurovision-Version erschien am 31. März. Am 13. Oktober erschien mit La dernière chanson (Due vite) auch eine französische Version mit einem Text von Doriand.

## Kommerzieller Erfolg

### Chartplatzierungen
Das Lied erreichte während des Sanremo-Festivals, zwei Tage nach Veröffentlichung, die Spitze der italienischen Singlecharts, wurde in der Woche darauf aber vom Sanremo-Zweitplatzierten verdrängt.
| ChartsChartplatzierungen | Höchstplatzierung | Wochen |
| ------------------------ | ----------------- | ------ |
| Italien (FIMI)           | 1 (69 Wo.)        | 69     |
| Österreich (Ö3)          | 50 (1 Wo.)        | 1      |
| Schweiz (IFPI)           | 2 (13 Wo.)        | 13     |

| ChartsJahrescharts (2023) | Platzierung |
| ------------------------- | ----------- |
| Italien (FIMI)            | 2           |
| Schweiz (IFPI)            | 99          |

### Auszeichnungen für Musikverkäufe
| Land/Region    | Auszeichnungen für Musikverkäufe (Land/Region, Auszeichnung, Verkäufe) | Verkäufe |
| -------------- | ---------------------------------------------------------------------- | -------- |
| Italien (FIMI) | 6× Platin                                                              | 600.000  |
| Schweiz (IFPI) | Gold                                                                   | 10.000   |
| Insgesamt      | 1× Gold · 6× Platin ·                                                  | 610.000  |

## Belege
1. 1 2  Alessandro Alicandri: Ecco perché Marco Mengoni ha vinto Sanremo 2023. In: Sorrisi.com. 12. Februar 2023, abgerufen am 12. Februar 2023 (italienisch).
2. ↑  Andrea Conti: Eurovision Song Contest 2023, Marco Mengoni ha scelto di portare “Due Vite” in gara e in italiano: il brano sarà accorciato a tre minuti. In: IlFattoQuotidiano.it. 16. März 2023, abgerufen am 16. März 2023 (italienisch).
3. 1 2  Marco Mengoni: una nuova versione di “Due vite” per Eurovision. In: Rockol.it. 1. April 2023, abgerufen am 1. April 2023 (italienisch).
4. ↑  Liverpool 2023: Grand Final Scoreboard. In: Eurovision Song Contest. Abgerufen am 15. Mai 2024 (englisch).
5. 1 2  Mario Manca: Marco Mengoni: «A Sanremo per divertirmi, senza voglia di vincere». In: Vanity Fair. 1. Februar 2023, abgerufen am 12. Februar 2023 (italienisch).
6. ↑  Mattia Marzi: Marco Mengoni torna a Sanremo 2023: «Mi davano per finito, pensai di smettere: da 7 anni faccio terapia». In: Il Messaggero. 1. Februar 2023, abgerufen am 12. Februar 2023 (italienisch).
7. ↑  Marco Mengoni: “Due vite” in Francia. In: Rockol.it. 12. Oktober 2023, abgerufen am 3. November 2023 (italienisch).
8. ↑  Archivio classifiche Top Singoli. FIMI, abgerufen am 12. Februar 2023 (italienisch).
9. ↑  Marco Mengoni – Due vite. In: austriancharts.at. Ö3 Austria Top 40, abgerufen am 12. August 2023.
10. ↑  Marco Mengoni – Due vite. In: hitparade.ch. Schweizer Hitparade, abgerufen am 19. Februar 2023.
11. ↑  Top of the Music FIMI/GfK 2023: Continua il successo della musica italiana. FIMI, abgerufen am 6. Januar 2024 (italienisch).
12. ↑  Schweizer Jahreshitparade 2023. In: hitparade.ch. Hung Medien, abgerufen am 14. Januar 2024.
13. ↑  Certificazioni. FIMI, abgerufen am 8. Mai 2024 (italienisch).
14. ↑  Edelmetall. hitparade.ch, abgerufen am 1. August 2023.

| Vorgänger                  | Beitrag                                   | Nachfolger               |
| -------------------------- | ----------------------------------------- | ------------------------ |
| Brividi (Mahmood & Blanco) | Italien beim Eurovision Song Contest 2023 | La noia (Angelina Mango) |